# محافظة قلقيلية
محافظة قلقيلية واحدة من المحافظات الستة عشر التابعة للسلطة الوطنية الفلسطينية، مركزها مدينة قلقيلية، تتميز بموقع جغرافي فريد لإشرافها على الساحل الفلسطيني المحتل، ووقوعها في خاصرة الضفة الغربية، تقع في الشمال الغربي للضفة الغربية، تبلغ مساحة المحافظة حوالي 166 كيلومتراً مربعاً، ويبلغ عدد سكان المحافظة 108,234 نسمة بحسب التعداد السكاني لعام 2017 للجهاز المركزي للإحصاء الفلسطيني. تعتبر مدينة قلقيلية هي عاصمة ومركز محافظة قلقيلية، وتضم المحافظة عددا من القرى والبلدات.

## التاريخ

### الدولة العثمانية
كانت مناطق قلقيلية تتبع جميعها لطولكرم تحت مسمى قضاء طولكرم.

### الانتداب البريطاني
لم تشهد قلقيلية في عهد الانتداب البريطاني تطوراً إدارياً مذكوراً، بل كانت سياسة الانتداب تتعمد إبقاء قلقيلية على ما هي عليه؛ حيث ظلت مناطق قلقيلية فترة الانتداب ضمن قضاء طولكرم.

### الحكم الأردني
أصبحت قلقيلية ناحية من نواحي قضاء طولكرم في الخمسينات.

### النكسة والحكم الإسرائيلي
خلال فترة الحكم الإسرائيلي الممتدة من حرب النكسة عام 1967م وحتى عام 1995م؛ كانت قلقيلية وقراها، وسلفيت وقراها، تتبع جميعها إلى محافظة طولكرم تحت مسمى لواء طولكرم.

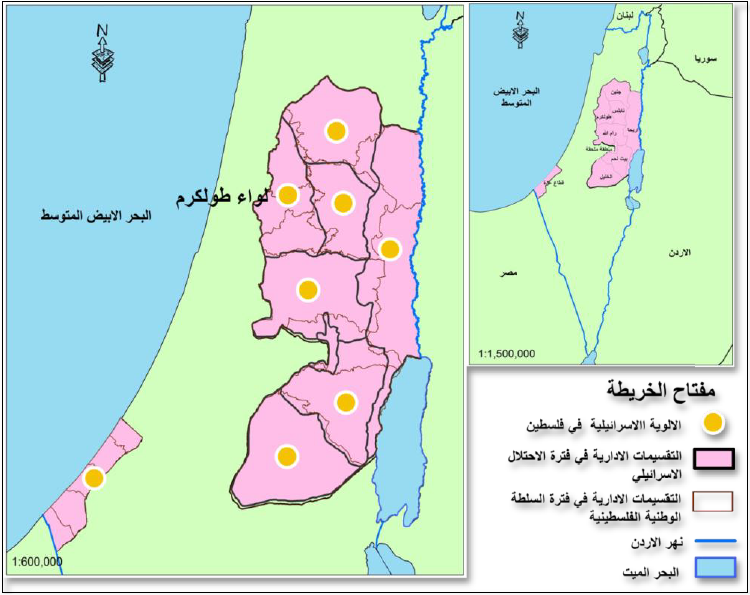
خارطة توضح مناطق قلقيلية وسلفيت اللتان تتبعان لمحافظة طولكرم 1967-1995

### السلطة الفلسطينية
أعلن ياسر عرفات رئيس دولة فلسطين عن تسمية قلقيلية رسمياً بالمحافظة بداية عام 1996م.

## الموقع
تقع قلقيلية عند نقطة التقاء السفوح الغربية لسلسلة جبال نابلس والطرف الشرقي للساحل الفلسطيني، في نقطة متوسـطة بين التجمعات السكانية والحضارية الممتدة على طول الساحل الفلسطيني، وتقع في المنطقة الوسطى من فلسطين التاريخية، بينما تقع في الجزء الشمالي الغربي من الضفة الغربية، تبعد عن ساحل البحر الأبيض المتوسـط 14 كـم وعلـى ارتفاع يتراوح بين 60 و70م؛ وتبعد عن مدينة نابلس حوالي 33 كم، وعن مدينة سلفيت 35 كم، وعن القدس حوالي 75 كم.
وموقع قلقيلية الجغرافي منحها أهمية خاصة؛ حيث أصبحت نقطة التقاء بين مدن شمال فلسطين وجنوبها وغربها؛ وربطـت نـابلس وما حولها شرقاً، بيافا وقراها غرباً.  وهي نفس الأهمية التي حظيت بها قديماً يوم كانت محطة بارزة للقوافل التجاريـة تحط عند ينابيعها الرحال وتزيل عناء السفر بوارف الشجر والظلال.  وتقع المدينة بالنسبة للمحافظة في الناحية الغربية منها.

## الاستيطان
تعاني محافظة قلقيلية من النهب المستمر لأراضيها من قبل المستوطنات الإسرائيلية والطرق الالتفافية وجدار الفصل العنصري.  
إن هذه المدينة مستهدفة من قبل إسرائيل لأنها من المدن الفلسطينية الحدودية المتاخمة للخط الأخضر الذي يفصل بين حدود عام 1967 و1948 وتعتبر مدينة قلقيلية أقرب مدينة في الضفة الغربية على الساحل الفلسطيني؛ وتعتبرها القيادة الإسرائيلية كالخنجر في خاصرة إسرائيل.
ولجأت إسرائيل إلى إنشاء طوق استيطاني حول مدينة قلقيلية صادرت من أجله مساحات واسعة من الأراضي؛ وشقت الشوارع الاستيطانية التي تصل هذه المستوطنات بداخل الخط الأخضر على حساب الأراضي الزراعية، بغية قطع الطريق أمام أي توسع أفقي لها مستقبلًا.  
تم استهداف المحافظة بالاستيطان والمصادرات العسكرية لأراضي سكان المحافظة، تطبيقًا لخطة شارون التي وضعها في الثمانينات من القرن الماضي، حين كان وزيرًا للبنى التحتية، التي تسمى (خارطة النجوم).  والهدف من هذه الخطة هو إلغاء الخط الأخضر.  وقد تم إحاطة المدينة بالمستوطنات من كافة الجهات والطرق الالتفافية.

## التجمعات السكانية في محافظة قلقيلية
تضم محافظة قلقيلية 34 تجمعاً سكانيًا وهي:
| · قلقيلية · عزون · عزون عتمة · كفر لاقف · النبي إلياس · عسلة ·صير · جيوس · فلامية | · حبلة · راس عطية · راس طيرة · عزبة سلمان · المدور · عزبة الأشقر · عزبة الطبيب · مغارة الضبعة ·حجة | · باقة الحطب · إماتين · كفر ثلث ·كفر قدوم · جيت | · جينصافوط · عزبة جلعود · سنيريا · بيت أمين · واد الرشا · الفندق · عرب الرماضين الجنوبي · اعرب لرماضين الشمالي · فرعتا |

## المحافظون
| الرقم | الاسم                      | تاريخ البدء    | تاريخ الانتهاء | ملاحظات    |
| ----- | -------------------------- | -------------- | -------------- | ---------- |
| 1     | مصطفى المالكي              | 1996           | أغسطس 2006     |            |
| 2     | ربيح مصطفى توفيق الخندقجي  | 1 سبتمبر 2006  | 17 سبتمبر 2013 |            |
| 3     | عبد الله سليم يوسف كميل    | 26 نوفمبر 2013 | 7 يناير 2014   |            |
| 4     | رافع توفيق حسين رواجبة     | 7 يناير 2014   | 10 أغسطس 2023  |            |
|       | حسام أبو حمده (Q124801083) | 10 أغسطس 2023  | 9 مارس 2024    | مُسير أعمال |
| 5     | حسام أبو حمده (Q124801083) | 9 مارس 2024    | لا يزال        |            |